# Le Plessis-Robinson
Le Plessis-Robinson is een gemeente in het Franse departement Hauts-de-Seine (regio Île-de-France). De gemeente telde 28.893 inwoners op 1 januari 2022. De plaats maakt deel uit van het arrondissement Antony.
In Le Plessis-Robinson bevindt zich de hoofdzetel van de Europese raketproducent MBDA.

## Geografie
De oppervlakte van Le Plessis-Robinson bedroeg op 1 januari 2022 3,43 vierkante kilometer; de bevolkingsdichtheid was toen 8.423,6 inwoners per km².
De onderstaande kaart toont de ligging van Le Plessis-Robinson met de belangrijkste infrastructuur en aangrenzende gemeenten.

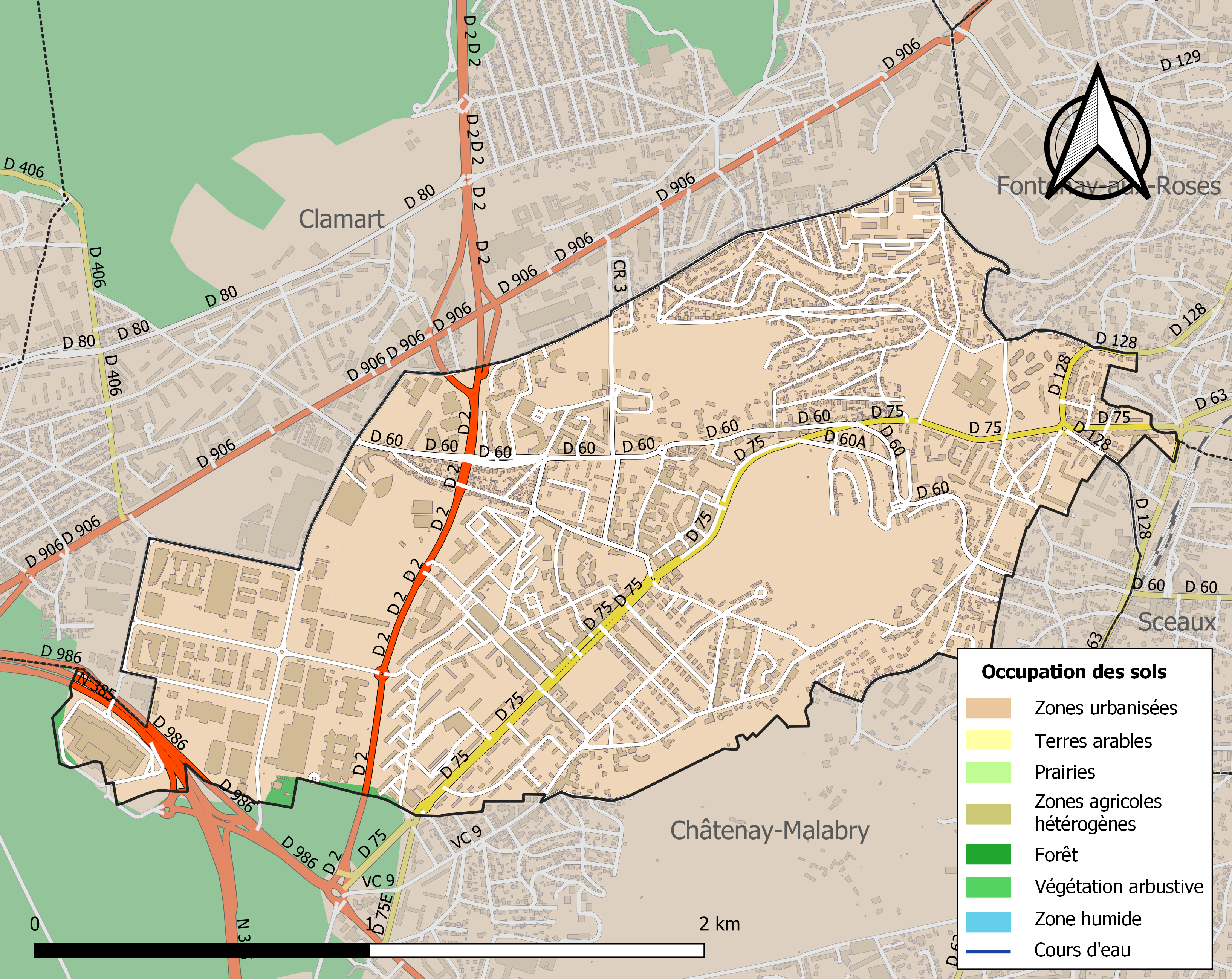

## Demografie
Onderstaande figuur toont het verloop van het inwonertal (bron: INSEE-tellingen).